# Prefectura de Rabat
La prefectura de Rabat (àrab: عمالة الرباط, ʿamālat ar-Ribāṭ; amazic estàndard marroquí: ⵜⴰⵙⴳⴰ ⵏ ⴻⵔⵔⴱⴰⵟ, tasga n Errbaṭ) és una de les prefectures del Marroc, fins 2015 part de la regió de Rabat-Salé-Zemmour-Zaer i actualment de la de Rabat-Salé-Kenitra. Té una superfície de 118 km² i 627.932 habitants censats en 2004. La capital és Rabat.

## Divisió administrativa
La prefectura de Rabat consta de 2 municipis:
- Rabat, que comprèn cinc arrondissements : Agdal Riyad, El Youssoufia, Hassan, Souissi i Yacoub El Mansour;[2]
- Touarga, seu del palau reial de la vila.

## Demografia
| Municipis                       | 1994    | 2004    | Taxa de creixement |
| ------------------------------- | ------- | ------- | ------------------ |
| Rabat                           | 615.401 | 621.480 | 1,08 %             |
| Touarga                         | 8.056   | 6.452   | - 24,8 %           |
| Données issues de recensements. |         |         |                    |